# وولف سامیت (ویرجینیای غربی)
وولف سامیت(به انگلیسی: Wolf Summit) شهری در ایالت ویرجینیای غربی کشور ایالات متحده آمریکا است که جمعیت آن در سرشماری سال ۲۰۱۰ میلادی، ۲۷۲ نفر بوده‌است.